# Trnavské rybníky
Trnavské rybníky jsou chráněný areál v katastrálních území Hrnčiarovce nad Parnou a Trnava v okrese Trnava v Trnavském kraji na Slovensku. Území bylo vyhlášeno v roce 1974 a jeho rozloha je 38,42 hektaru. Předmětem ochrany jsou vodní ptáci a vodní společenstva.